# Pelourinho de Fráguas
O Pelourinho de Fráguas fica em Fráguas, no município de Vila Nova de Paiva. Foi declarado Imóvel de Interesse Público em 11 de Outubro de 1933. O pelourinho é do século XVI, tem cerca de três metros de altura e possui três degraus.